# Aslan Karacev
Aslan Kazbekovič Karacev (rusky: Аслан Казбекович Карацев, * 4. září 1993 Vladikavkaz) je ruský profesionální tenista. Ve své dosavadní kariéře na okruhu ATP Tour vyhrál tři singlové a jeden deblový turnaj. Na challengerech ATP a okruhu ITF získal devět titulů ve dvouhře a tři ve čtyřhře.
Na žebříčku ATP byl ve dvouhře nejvýše klasifikován v únoru 2022 na 14. místě a ve čtyřhře v květnu téhož roku na 76. místě. Trénuje ho Jagor Jacuk.
Na Australian Open 2021 postoupil z kvalifikace až do semifinále dvouhry. Stal se tak prvním mužem v otevřené éře, který při debutové účasti v hlavní soutěži grandslamu prošel až do této fáze, respektive prvním kvalifikantem od Vladimira Volčkova ve Wimbledonu 2000, kterému se to podařilo. V předchozích devíti grandslamových kvalifikacích neuspěl. V semifinále podlehl světové jedničce Novaku Djokovićovi.
V ruském daviscupovém týmu debutoval v roce 2016 moskevským druhým kolem 1. skupiny zóny Evropy a Afriky proti Nizozemsku, v němž prohrál dvouhru s Matwém Middelkoopem. Rusové zvítězili 4:1 na zápasy. Do roku 2023 v soutěži nastoupil ke čtyřem mezistátním utkáním s bilancí 0–1 ve dvouhře a 2–1 ve čtyřhře.
Na Letní univerziádě 2015 v Kwangdžu vybojoval s Veronikou Kuděrmetovovou bronzovou medaili v mixu a druhý skončil ve dvouhře po finálové porážce od Jihokorejce Čong Hjona. Na Univerziádě 2017 v Tchaj-peji zkompletoval medailovou sadu zlatem z mužské čtyřhry v páru s Richardem Muzajevem. Na ATP Cupu 2021 v Melbourne Parku se stal členem vítězného ruského družstva, když zasáhl do tří čtyřher.
V roce 2012 byl dle jednotné sportovní klasifikace výnosem Ministerstva sportu, turistiky a péče o mládež jmenován Mistrem sportu Ruska.

## Tenisová kariéra
V rámci událostí okruhu ITF debutoval v září 2009, když na Volga Cupu ve Volgogradu podlehl v úvodním kole Bělorusovi Sergeji Betovovi. Během května 2013 si na této úrovni tenisu připsal první singlový titul v Kazani. Premiérovou trofej na challengerech pak vybojoval o dva roky později opět v Kazani po finálové výhře nad krajanem Konstantinem Kravčukem, figurujícím na 165. příčce žebříčku.
Ve dvouhře okruhu ATP Tour debutoval na zářijovém St. Petersburg Open 2013 v Petrohradu, kde obdržel divokou kartu do hlavní soutěže. Na úvod prohrál s druhým nasazeným krajanem Michailem Južným po třísetovém průběhu. Ve čtyřhře na tomto turnaji postoupil s Dmitrijem Tursunovem do semifinále. První zápas dvouhry ATP vyhrál na moskevském Kremlin Cupu 2015, kde jako kvalifikant oplatil dva roky starou porážku Južnému. V dalších čtyřech sezónách si ve dvouhře túry ATP zahrál jen dva turnaje, nejdříve na Kremlin Cupu 2016 a poté na St. Petersburg Open 2020. Na šňůře čtyř českých challengerů po koronavirové pauze nejdříve prohrál ve finále I. ČLTK Prague Open 2020 se světovou sedmnáctkou Stanem Wawrinkou. Poté ovládl RPM Open 2020 na Spojích, kde v boji o titul zdolal Nizozemce Tallona Griekspoora. Trofej si také odvezl z ostravského Prosperita Open 2020, v jehož závěru zvítězil nad Němcem Oscarem Ottem.

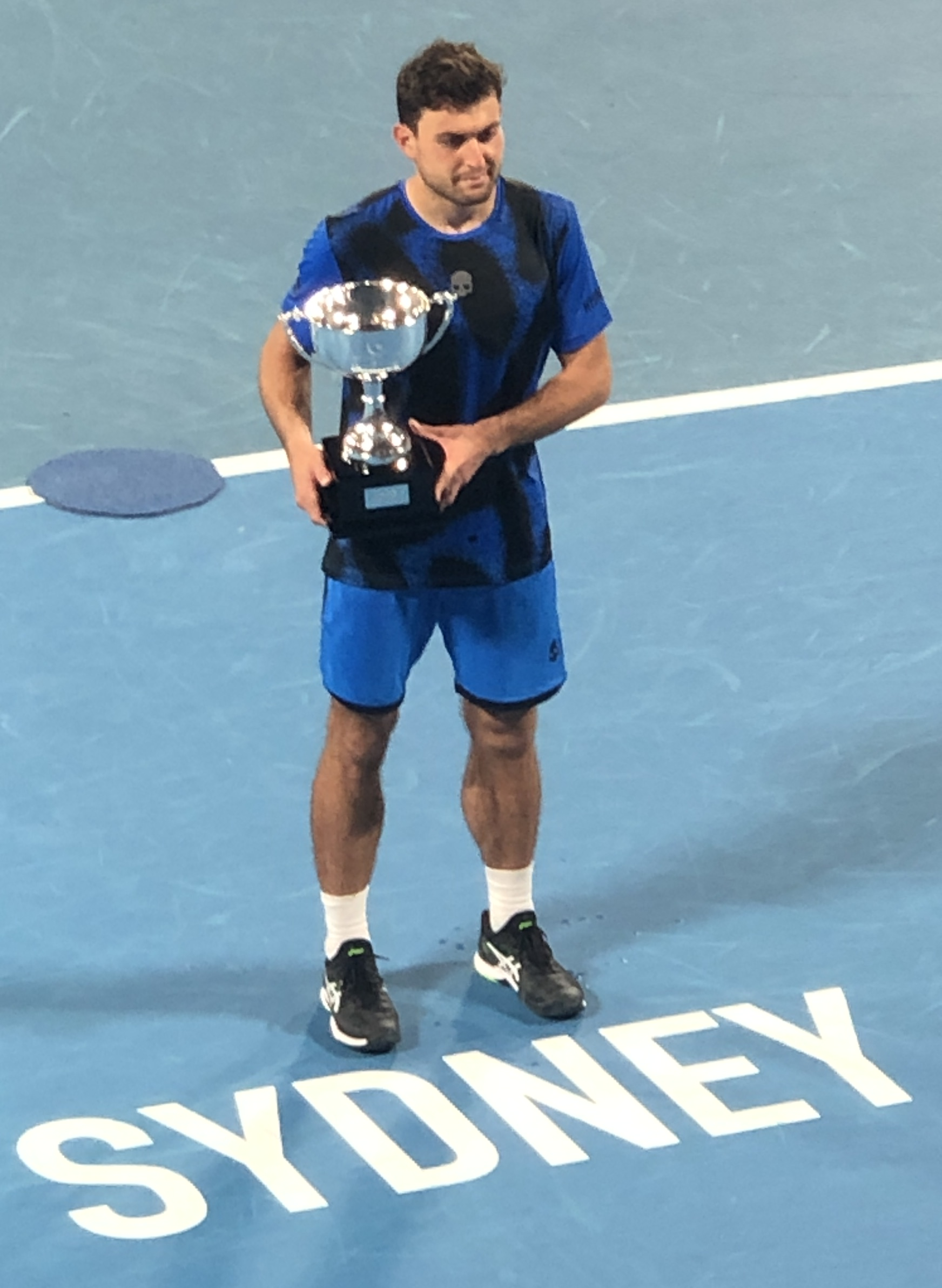
S trofejí ze Sydney Tennis Classic 2022

Debut v hlavní soutěži nejvyšší grandslamové kategorie zaznamenal v mužském singlu Australian Open 2021 po zvládnuté tříkolové kvalifikaci. V jejím závěru přehrál Francouze Alexandra Müllera. V prvních dvou kolech melbournské dvouhry vyřadil Itala Gianlucu Magera a deklasoval Bělorusa Jegora Gerasimova, který dokázal ve třech setech uhrát jediný gem. Ve třetím utkání premiérově zdolal člena první světové desítky, když neztratil ani jeden set proti devátému hráči žebříčku Diegu Schwartzmanovi. V duelu zahrál 50 vítězných míčů. Na Australian Open se tak od roku 2000 stal teprve pátým kvalifikantem v osmifinále. V osmifinále otočil svůj první pětisetový zápas ze stavu 0–2 proti kanadské světové devatenáctce Félixi Augeru-Aliassimemu. Ve čtvrtfinále se stal prvním kvalifikantem na grandslamu od Bernarda Tomika ve Wimbledonu 2011, respektive třetím takovým v open éře Australian Open. Jako sedmý tenista postoupil do čtvrtfinále při svém grandslamovém debutu; předtím devětkrát neuspěl v kvalifikacích. Přes Bulhara Grigora Dimitrova postoupil při grandslamovém debutu jako první hráč v otevřené éře až do semifinále. Z pozice 114. muže žebříčku ATP byl mezi poslední čtveřicí mužské dvouhry na Australian Open nejníže postaveným tenistou od Patricka McEnroea v roce 1991, respektive na všech čtyřech grandslamových turnajích prvním takovým tenistou od Gorana Ivaniševiće ve Wimbledonu 2001, kde Chorvatovi patřila 125. příčka. Karacevovu cestu turnajem ukončil v semifinále až první hráč světa, obhájce trofeje a pozdější vítěz tohoto grandslamu Novak Djoković po třísetovém průběhu.
Premiérovou trofej na túře ATP si odvezl z březnového Qatar ExxonMobil Open 2021, kde ve finále čtyřhry s krajanem Andrejem Rubljovem zdolali novozélandsko-rakouskou dvojici Marcus Daniell a Philipp Oswald po dvousetovém průběhu. Následující týden poprvé triumfoval ve dvouhře, když ovládl Dubai Tennis Championships 2021 – mužská dvouhra v kategorii ATP Tour 500. Po semifinálové výhře nad světovou osmičkou Rubljovem si ve finále poradil s jihoafrickým kvalifikantem Lloydem Harrisem ve dvou setech. Po Ferreirovi (1995) a Musterovi (1997) se stal třetím šampionem Dubai Tennis Championships startujícím na divokou kartu. Bodový zisk jej poprvé posunul do elitní světové třicítky, na 27. místo žebříčku. Na obnoveném Serbia Open 2021 v Bělehradu postoupil do druhého kariérního finále po první výhře nad úřadující světovou jedničkou Novakem Djokovićem. V třísetové bitvě odvrátil 23 z 28 brejkbolů a sám jich využil 6 z 16. Ve statistikách ATP, počítaných od roku 1990, se tak zápas se 44 brejkovými šancemi zařadil na šesté místo utkání hraných na dva vítězné sety. V závěrečném duelu nestačil na desátého tenistu žebříčku Mattea Berrettiniho, když v rozhodujícím tiebreaku neuhrál ani jeden míč.
Třetí singlový titul na túře ATP si odvezl z obnoveného okruhu Sydney Tennis Classic 2022 po finálové výhře nad Britem Andym Murraym v jejich prvním vzájemném duelu.

## Finále na Grand Slamu

### Smíšená čtyřhra: 1 (0–1)
| Stav      | rok  | turnaj      | povrch | spoluhráčka      | soupeři ve finále                 | výsledek         |
| --------- | ---- | ----------- | ------ | ---------------- | --------------------------------- | ---------------- |
| Finalista | 2021 | French Open | antuka | Jelena Vesninová | Desirae Krawczyková Joe Salisbury | 6–2, 4–6, [5–10] |

## Utkání o olympijské medaile

### Smíšená čtyřhra: 1 (1 stříbrná medaile)
| Stav    | rok  | místo konání    | povrch | spoluhráčka      | soupeři                                   | výsledek               |
| ------- | ---- | --------------- | ------ | ---------------- | ----------------------------------------- | ---------------------- |
| Stříbro | 2020 | Tokio, Japonsko | tvrdý  | Jelena Vesninová | Anastasija Pavljučenkovová Andrej Rubljov | 3–6, 7–6(7–5), [11–13] |

## Finále na okruhu ATP Tour
| Legenda                       |
| D – dvouhra; Č – čtyřhra      |
| Grand Slam (0)                |
| Turnaj mistrů (0)             |
| ATP Tour Masters 1000 (0–1 Č) |
| ATP Tour 500 (1–1 D)          |
| ATP Tour 250 (2–1 D; 1–0 Č)   |

### Dvouhra: 5 (3–2)
| Stav      | č. | datum          | turnaj                         | povrch    | soupeř ve finále  | výsledek           |
| --------- | -- | -------------- | ------------------------------ | --------- | ----------------- | ------------------ |
| Vítěz     | 1. | březen 2021    | Dubaj, Spojené arabské emiráty | tvrdý     | Lloyd Harris      | 6–3, 6–2           |
| Finalista | 1. | duben 2021     | Bělehrad, Srbsko               | antuka    | Matteo Berrettini | 1–6, 6–3, 6–7(0–7) |
| Vítěz     | 2. | říjen 2021     | Moskva, Rusko                  | tvrdý (h) | Marin Čilić       | 6–2, 6–4           |
| Vítěz     | 3. | leden 2022     | Sydney, Austrálie              | tvrdý     | Andy Murray       | 6–3, 6–3           |
| Finalista | 2. | 22. října 2023 | Tokio, Japonsko                | tvrdý     | Ben Shelton       | 5–7, 1–6           |

### Čtyřhra: 2 (1–1)
| Stav      | č. | datum          | turnaj                      | povrch | spoluhráč      | soupeři ve finále             | výsledek      |
| --------- | -- | -------------- | --------------------------- | ------ | -------------- | ----------------------------- | ------------- |
| Vítěz     | 1. | březen 2021    | Dauhá, Katar                | tvrdý  | Andrej Rubljov | Marcus Daniell Philipp Oswald | 7–5, 6–4      |
| Finalista | 1. | 16. října 2021 | Indian Wells, Spojené státy | tvrdý  | Andrej Rubljov | John Peers Filip Polášek      | 3–6, 6–7(5–7) |

## Finále soutěží družstev: 2 (2–0)
| Stav  | č. | soutěž                                        | povrch    | spoluhráči                                                     | soupeři ve finále                                                                   | výsledek |
| ----- | -- | --------------------------------------------- | --------- | -------------------------------------------------------------- | ----------------------------------------------------------------------------------- | -------- |
| Vítěz | 1. | 2.–7. února 2021 ATP Cup Melbourne, Austrálie | tvrdý     | Daniil Medveděv Andrej Rubljov Jevgenij Donskoj                | Matteo Berrettini Fabio Fognini Simone Bolelli Andrea Vavassori Vincenzo Santopadre | 2–0      |
| Vítěz | 2. | 5. prosince 2021 Davis Cup Madrid, Španělsko  | tvrdý (h) | Daniil Medveděv Andrej Rubljov Karen Chačanov Jevgenij Donskoj | Marin Čilić Nino Serdarušić Borna Gojo Mate Pavić Nikola Mektić                     | 2–0      |

## Finále na challengerech ATP a okruhu Futures
| Legenda                    |
| -------------------------- |
| Challengery (3–5 D; 1–2 Č) |
| Futures (6–1 D; 3–2 Č)     |

### Dvouhra: 15 (9–6)
| Stav      | č.  | datum             | turnaj                           | povrch    | soupeř ve finále   | výsledek                |
| --------- | --- | ----------------- | -------------------------------- | --------- | ------------------ | ----------------------- |
| Vítěz     | 1.  | 25. května 2013   | Kazaň, Rusko                     | antuka    | Artem Smirnov      | 6–4, 6–4                |
| Vítěz     | 2.  | 1. června 2013    | Moskva, Rusko                    | antuka    | Viktor Baluda      | 4–6, 6–2, 6–2           |
| Vítěz     | 3.  | 23. června 2013   | Šarm aš-Šajch, Egypt             | antuka    | Karim Hossam       | 6–4, 7–5                |
| Finalista | 4.  | 17. května 2014   | Samarkand, Uzbekistán            | antuka    | Farruch Dustov     | 6–7(4–7), 1–6           |
| Finalista | 5.  | 20. července 2014 | Saint-Gervais-les-Bains, Francie | antuka    | Martin Vaïsse      | 3–6, 3–6                |
| Vítěz     | 6.  | 22. března2015    | Kazaň, Rusko                     | tvrdý (h) | Konstantin Kravčuk | 6–4, 4–6, 6–3           |
| Finalista | 7.  | 20. března 2016   | Kazaň, Rusko                     | tvrdý (h) | Tobias Kamke       | 4–6, 2–6                |
| Finalista | 8.  | 24. července 2016 | Tampere, Finsko                  | antuka    | Kimmer Coppejans   | 4–6, 6–3, 5–7           |
| Vítěz     | 9.  | 16. prosince 2017 | Dauhá, Katar                     | tvrdý     | Benjamin Hassan    | 6–4, 6–0                |
| Vítěz     | 10. | 21. ledna 2018    | Šarm aš-Šajch, Egypt             | tvrdý     | Yannick Mertens    | 6–1, 6–2                |
| Vítěz     | 11. | 28. ledna 2018    | Šarm aš-Šajch, Egypt             | tvrdý     | Artem Smirnov      | 6–3, 6–2                |
| Finalista | 12. | 18. ledna 2020    | Bangkok, Thajsko                 | tvrdý     | Attila Balázs      | 6–7(5–7), 6–0, 6–7(6-8) |
| Finalista | 13. | 22. srpna 2020    | Praha, Česko                     | antuka    | Stan Wawrinka      | 6–7(2–7), 4–6           |
| Vítěz     | 14. | 30. srpna 2020    | Praha, Česko                     | antuka    | Tallon Griekspoor  | 6–4, 7–6(8–6)           |
| Vítěz     | 15. | 6. září 2020      | Ostrava, Česko                   | antuka    | Oscar Otte         | 6–4, 6–2                |

### Čtyřhra (4 tituly)
| Č. | datum           | turnaj           | povrch | spoluhráč          | poražení finalisté                          | výsledek              |
| -- | --------------- | ---------------- | ------ | ------------------ | ------------------------------------------- | --------------------- |
| 2. | 7. září 2013    | Taganrog, Rusko  | antuka | Michail Vaks       | Ivan Anikanov Vladzimir Krjuk               | 3–6, 7–5, [10–5]      |
| 3. | 6. června 2014  | Moskva, Rusko    | antuka | Richard Muzajev    | Jevgenij Jelistratov Vladimir Poljakov      | 6–2, 6–3              |
| 5. | 11. dubna 2015  | Batman, Turecko  | tvrdý  | Jaraslav Šyla      | Mate Pavić Michael Venus                    | 7–6(7–4), 4–6, [10–5] |
| 8. | 13. května 2018 | Antalya, Turecko | antuka | Alexandr Boborykin | Răzvan Marius Codescu Dan Alexandru Tomescu | 6–4, 6–3              |